# Linea 7 (metropolitana di Madrid)
La linea 7 della metropolitana di Madrid collega la città da nord-ovest ad est. Il capolinea occidentale è la stazione di Pitis mentre quello orientale è la stazione di Hospital del Henares.
È indicata con il colore arancione.
La sua inaugurazione risale al 17 luglio 1974 con il tratto tra Pueblo Nuevo e Las Musas. Successivamente, il 17 maggio 1975 la linea viene estesa da Pueblo Nuevo verso ovest, fino alla stazione di Avenida de América. L'ultimo ampliamento della linea risale al 2019, quando è stata aperta la stazione di Arroyofresno, completata nel 1999 ma mai aperta al pubblico per mancanza di alloggi nelle vicinanze.

## Stazioni
Accanto a ogni stazione presente nella tabella sono indicati i servizi presenti e gli eventuali interscambi; tutte le stazioni sono dotate di accessi per disabili.
| Stazioni e fermate                     | Stazioni e fermate | Stazioni e fermate | Stazioni e fermate | Stazioni e fermate |
| -------------------------------------- | ------------------ | ------------------ | ------------------ | ------------------ |
| \| \|                                  |                    | Canal              | Canal              |                    |
| Unknown route-map component "utHSTACC" |                    |                    |                    |                    |

## Servizi

### Orari
Il servizio inizia, su tutte le linee, alle 6:05 e termina all'1:30

### Accessibilità
Non tutte le stazioni della metropolitana madrilena permettono un facile accesso alle persone con disabilità motoria Sulle 30 stazioni di cui è composta la linea  21 sono accessibili alle persone con disabilità motoria.